# Desmond Hogan
Desmond Hogan (* 10. Dezember 1950 in Ballinasloe, Irland) ist ein irischer Autor.

## Leben
Hogan wurde als Sohn eines Tuchhändlers geboren. Nach dem Schulbesuch in Ballinasloe studierte er am University College Dublin. Später lebte er in London.
Er arbeitete im Straßen- und Kindertheater und las in Schulen und im irischen Rundfunk. Neben Stücken schrieb er Hörspiele und Romane. 1976 führte er eine Lesereihe in Kalifornien durch. Im Jahr 1978 erfolgte eine weitere Reise in die USA. Am Abbey Theatre und Project Arts Centre in Dublin wurden seine Stücke aufgeführt.

## Auszeichnungen
- 1971 Hennessy Literary Award
- 1977 Rooney Prize for Irish Literature
- 1977 Stipendium des Arts Council der Republik Irland.
- 1980 John Llewellyn Rhys Prize
- 1991 DAAD-Stipendium für einen Arbeitsaufenthalt in Berlin

## Werke
- A Short Walk to the Sea, 1975
- Sanctified Distances, 1976
- The Ikon Maker. Pulsifer Press 1976. ISBN 0-94884900-2
- The Diamonds at the Bottom of the Sea, 1978
- Jimmy, 1978
- The Leaves on Grey, 1980
- Children of Lir, 1981
- A Curious Street, 1984
- Elysium, 1995
- Eine merkwürdige Straße, 1997